# Termostat
En termostat er et reguleringsteknisk udstyr til at sikre en næsten konstant temperatur i et rum eller en konstruktion.
De enklere elektriske termostater består af en bimetalfjeder, som fungerer som strømafbryder ved, at den bøjer sig forskelligt ved varierende temperaturer. Selve slutningen af strømkredsen laves ofte med hjælp af et relæ for at undgå gnistdannelse.
Termostater kan også forekomme i andre sammenhænge, fx i vandbaserede centralvarmesystemer og i bruseblandere, hvor de kan udgøres af en voksprop, som gennem sin udvidelse kan lukke og åbne en røråbning.
Visse legeringer er magnetiske under en vis temperatur, curiepunktet, men bliver umagnetiske over denne temperatur. Denne egenskab kan udnyttes i termostater.